# إلهات الإلهام

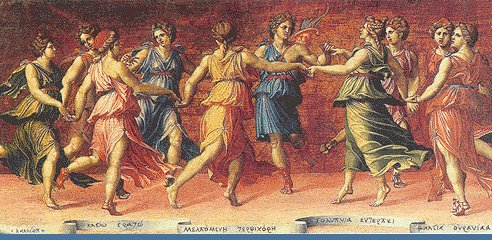
الملهمات يرقصن مع أبولو.

إلهات الإلهام أو الملهمات أو ربات الفن أو الميوزات (باليونانية: Μοῦσαι) بحسب الأساطير الإغريقية، هن إلهات أخوات (أو حوريات أو مخلوقات إلهية)، عرفن كمصادر إلهام أثناء التأليف الموسيقي، وفي أوقات لاحقة، بملهمات جميع أنواع الفنون والشعر والعلوم، حيث اعتبرن في بعض الأحيان تجسيدات لها. كان الإغريقيون القدامى يدعون إليهن طلباً للإلهام، ولإبراز أعمالهم بشكل مميز.

## أسماءهن وأصلهن
عرفت الملهمات بأسماء وأعداد مختلفة باختلاف المناطق، حتى انتشرت عبادة الملهمات التسع، والتي كانت من أصول ثراشية وبوتشية، في جميع أرجاء اليونان القديمة. اختلفت الكثير من الأساطير والبحوث الحديثة في تحديد أصول الملهمات، فمنهم من يذكر أنهن بنات:
- غايا وأورانوس،
- أو إيثير وغايا،
- أو بيروس وأنتيوبي،
- لكن أكثر هذه الأصول شيوعاً ودقة هي من زيوس ونيموسيني.

كذلك، فقد عرفن كتابعات لأبولو، إله الفنون، وارتبطن في بعض الأحيان بهرمس، أرتميس، وإلهات الحسن.

## قائمة الملهمات
خصص لكل ملهمة نوع من أنواع الفنون أو العلوم، لكن هذا التخصيص لم يظهر في الفنون إلا في الأزمان الهلنستية المتأخرة، حيث مثلن قبل ذلك كمجموعة عوضاً عن أفراد متخصصة، وهن:
- كاليوبي: أكبر الملهمات سناً، وكانت تعتبر في بعض الأساطير قائدتهن. هي ملهمة الشعر الملحمي، وملهمة النطق الفصيح، حيث كانت تهب هذه القدرة للملوك والأمراء.
- أورانيا: ملهمة العلوم الفلكية، تصور في الفنون كامرأة تحمل كرة أرضية وعصا تشير به إلى الكرة.
- يوتيريبي: ملهمة الشعر الغنائي، تحمل معها آلة الناي.
- كليو: ملهمة التاريخ، تمثل في الفنون حاملة معها لفافة ورقية مفتوحة، أو جالسة بالقرب من مجموعة من الكتب.
- إيراتو: ملهمة الشعر الغزلي والإيماء، تحمل معها قيثارة.
- بوليهيمنيا: ملهمة الترانيم والترتيلات الدينية، تصور كامرأة تفكر أو تتأمل في وضع الوقوف.
- ميلبوميني: ملهمة التراجيديا، تحمل معها قناعاً تراجيدياً أو سيفاً، أو في بعض الأحيان إكليلاً من اللبلاب وجزم.
- تيربسيكوري: ملهمة الأغاني الجوقية (التي تغني بواسطة جوقة) والرقص، تحمل معها ريشة موسيقية أو قيثارة.
- ثاليا: ملهمة الكوميديا والأشعار الريفية، وعلى عكس ميلبوميني، فهي تحمل قناعاً كوميدياً، عصا الرعي، وإكليلاً من اللبلاب.

## معرض الصور

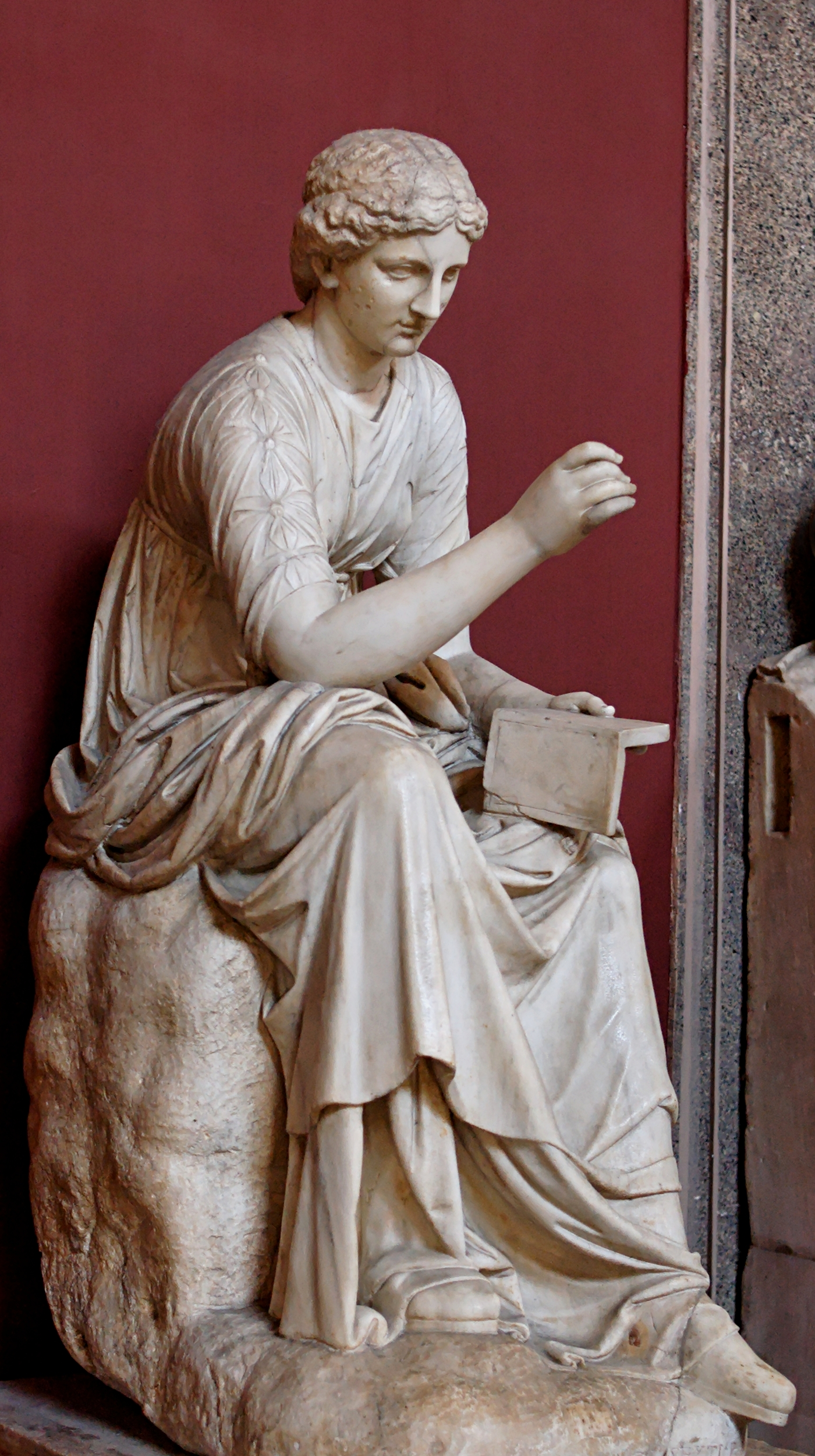
كاليوبي
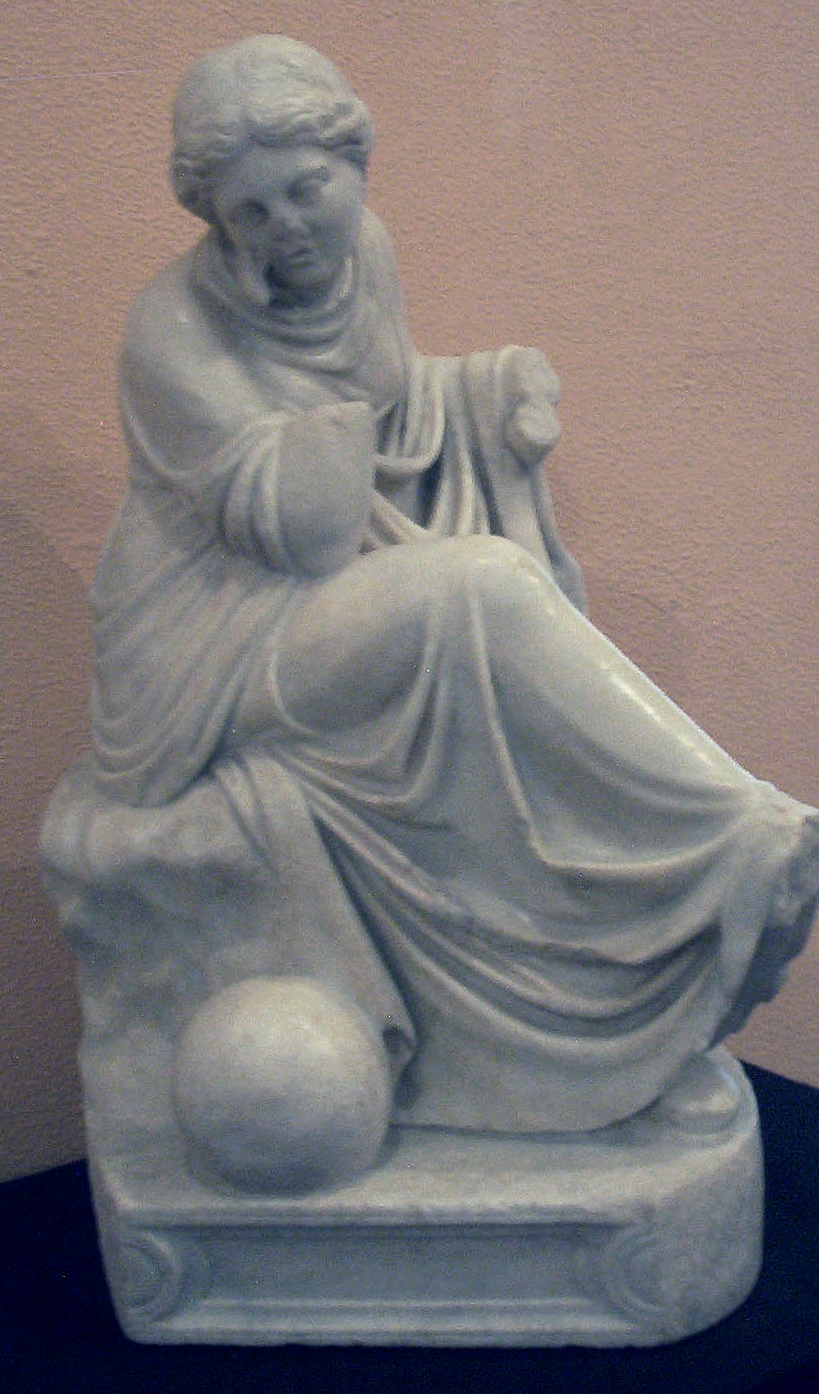
أورانيا
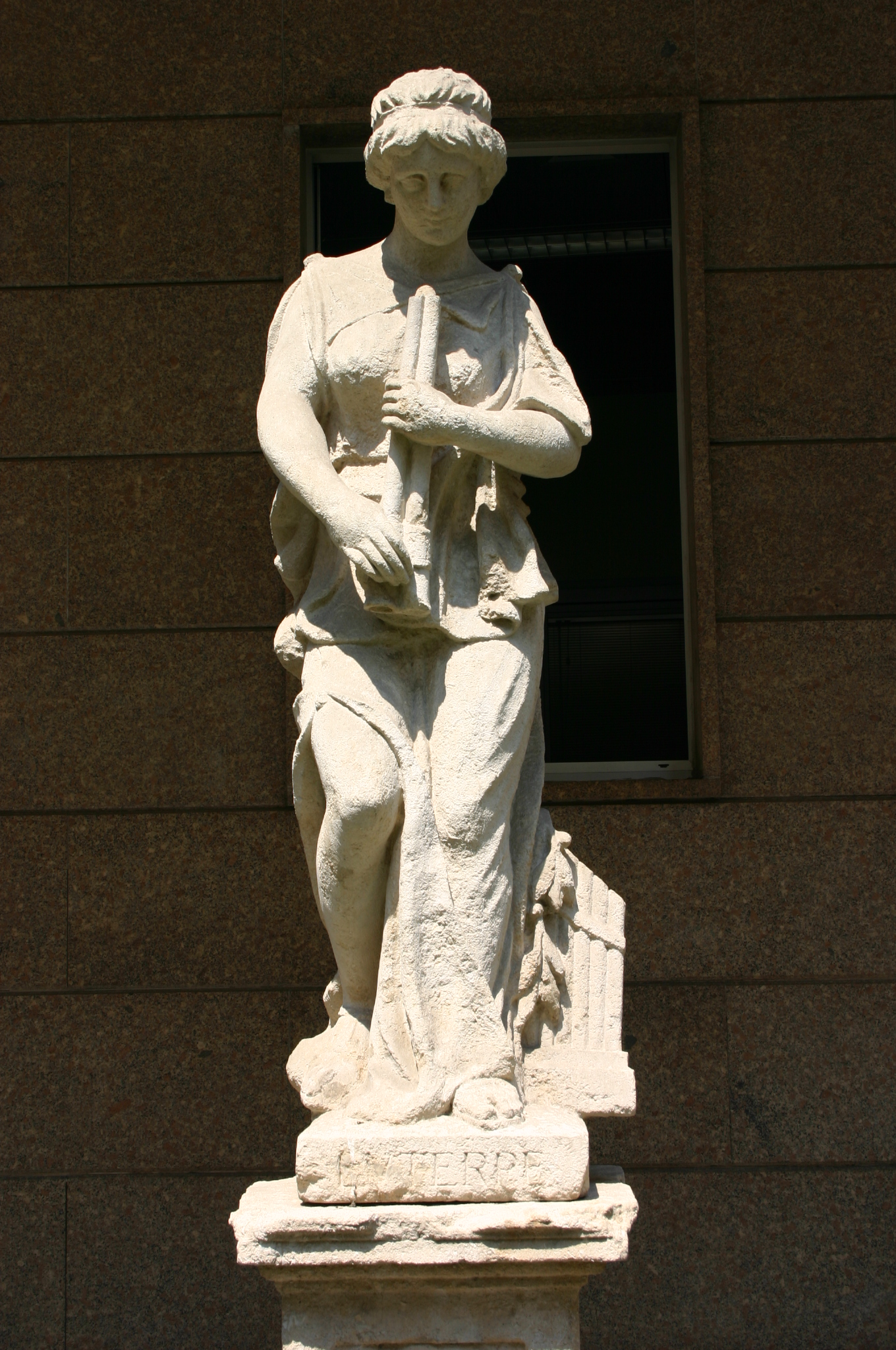
يوتريبي
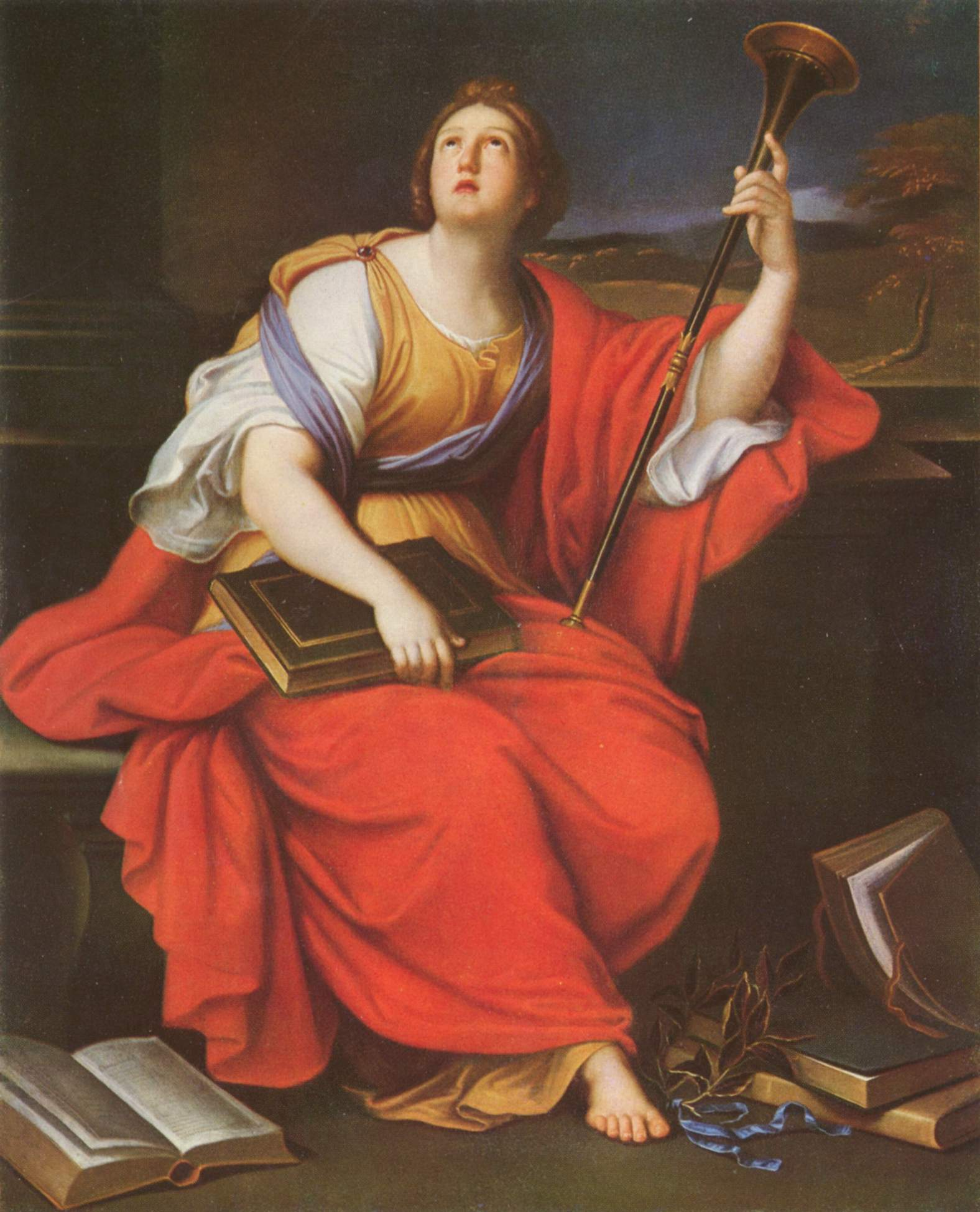
كليو
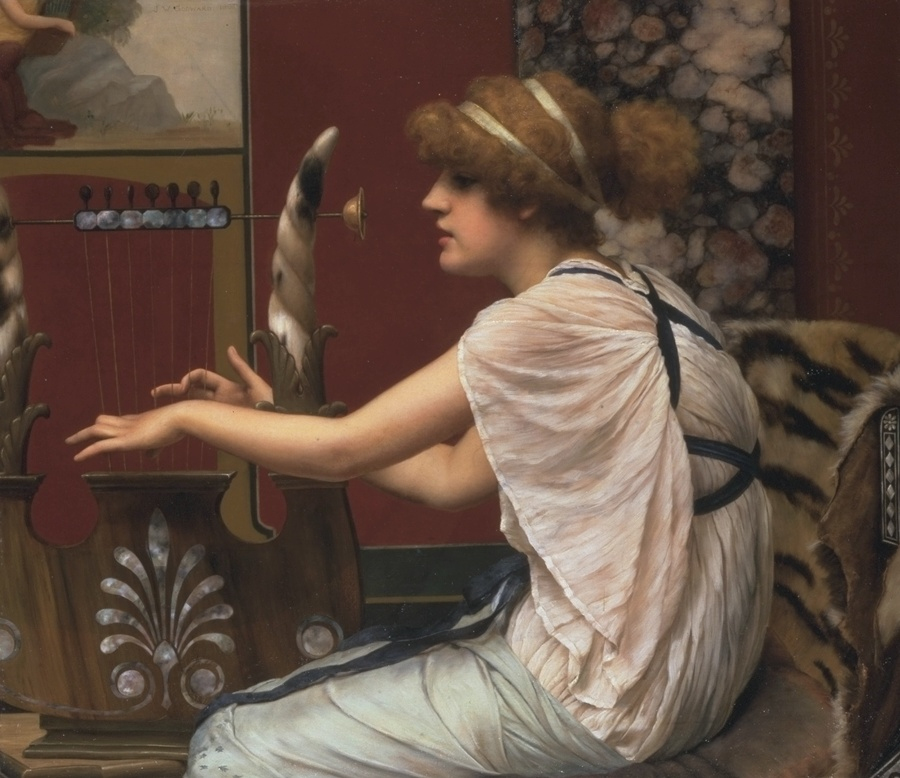
إيراتو
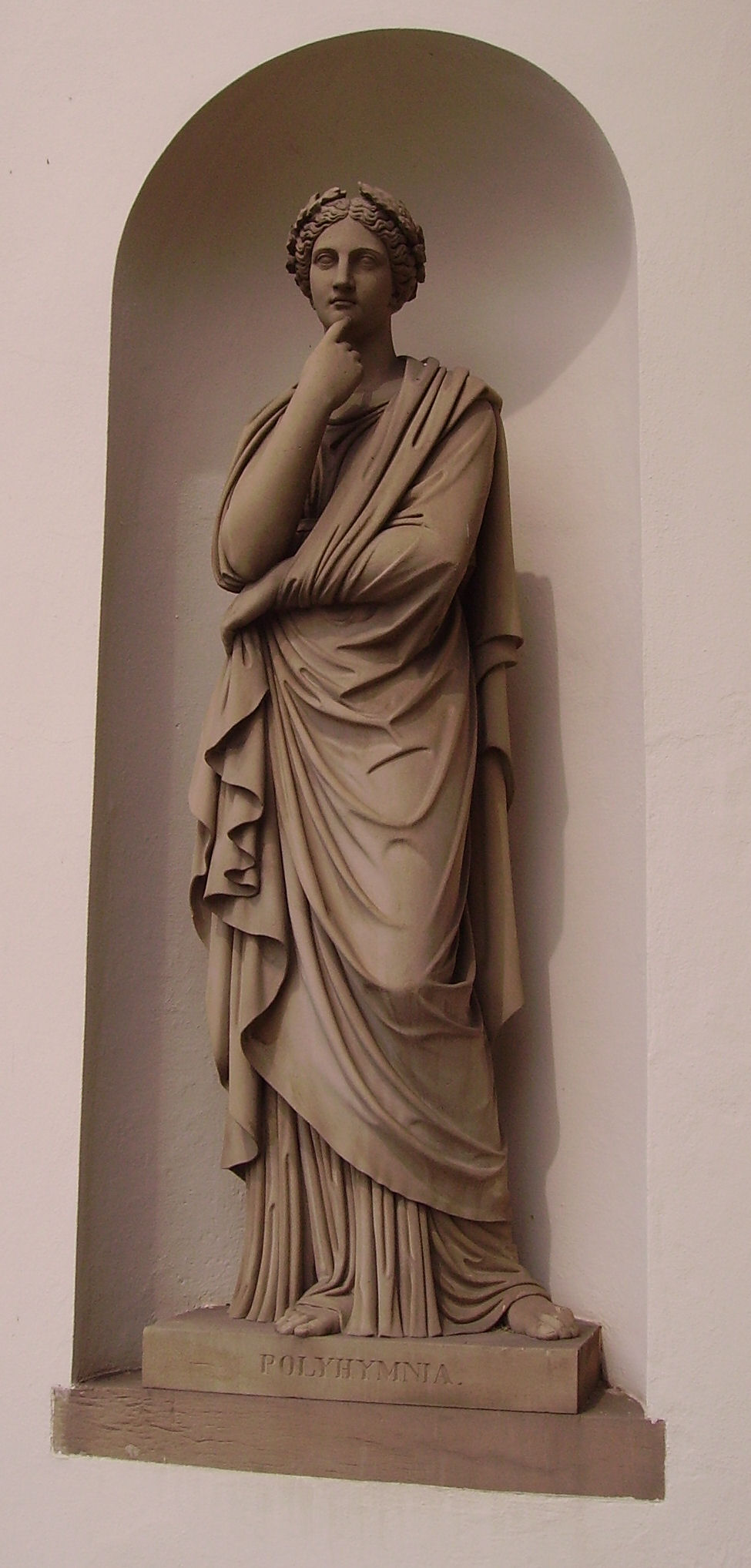
بوليهيمنيا
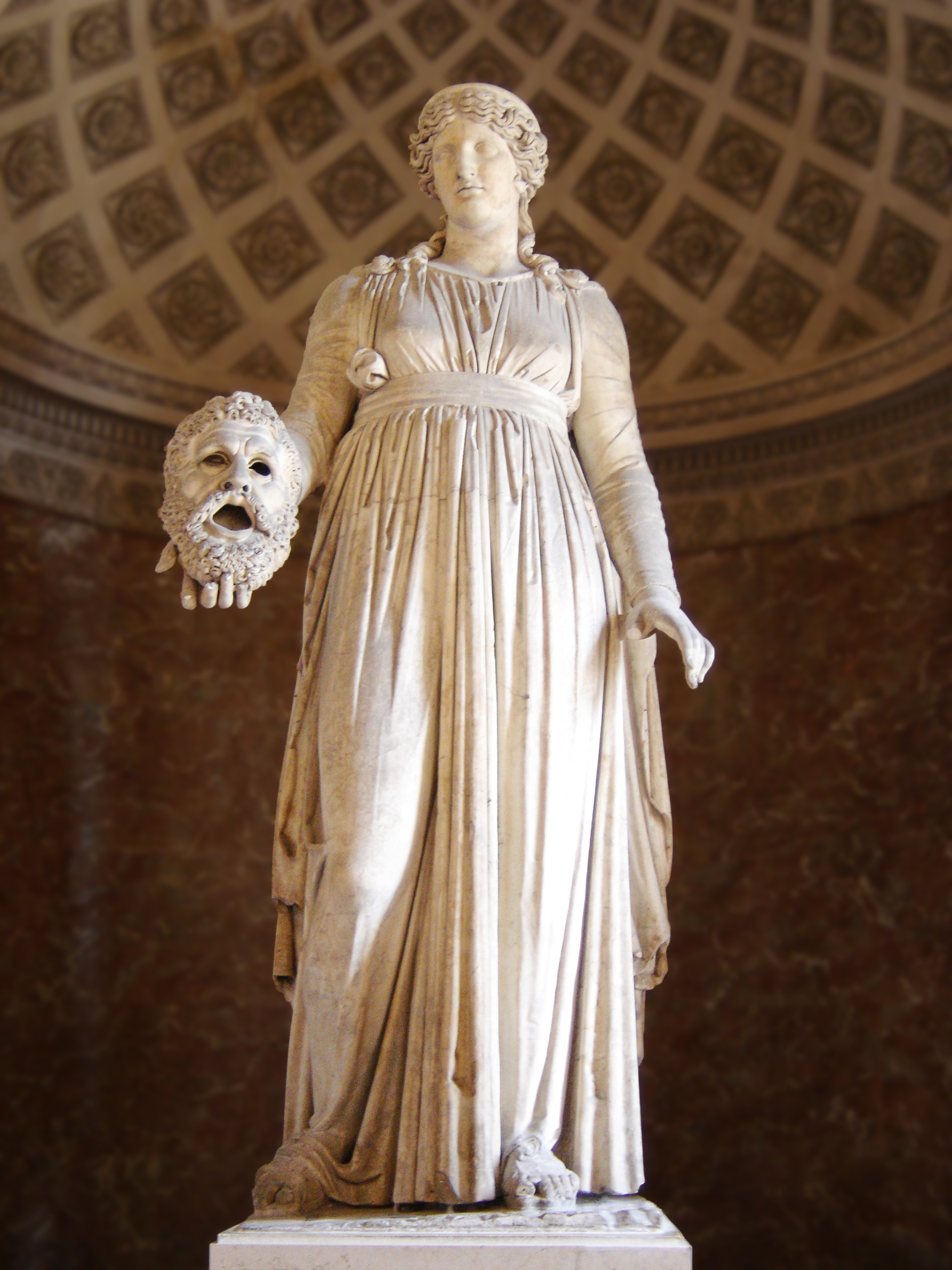
ميلبوميني
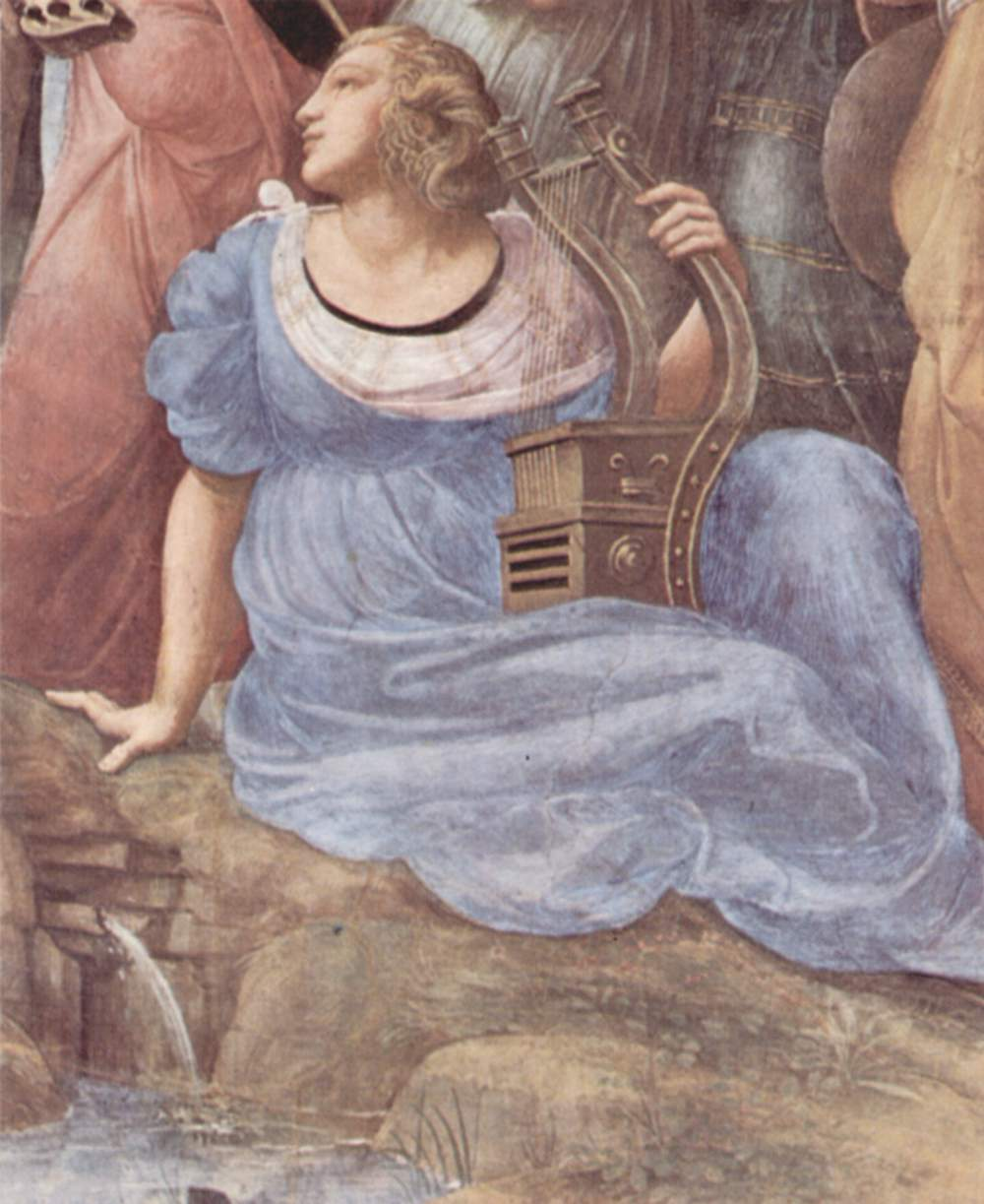
تيريسيكوري

## اقرأ أيضاً
- إلهات الحسن
- ربات الفصول
- التسعة ميوزات